# Remondita-(Ce)
La remondita-(Ce) és un mineral de la classe dels carbonats que pertany al grup de la burbankita. Rep el seu nom en honor del físic Guy Rémond (1935–) pel seu treball en la física dels minerals, i pel predomini del ceri sobre altres elements de terres rares en la seva composició.

## Característiques
La remondita-(Ce) és un carbonat de fórmula química Na₃(Ce,Ca,Na)₃(CO₃)₅. Cristal·litza en el sistema monoclínic. Forma cristalls, de fins a 5 centímetres, trobant-se habitualment de manera massiva. La seva duresa a l'escala de Mohs es troba entre 3 i 3,5.
Segons la classificació de Nickel-Strunz, la remondita-(Ce) pertany a «05.AD - Carbonats sense anions addicionals, sense H₂O, amb elements de les terres rares (REE)» juntament amb els següents minerals: sahamalita-(Ce), petersenita-(Ce), remondita-(La) i paratooïta-(La).

## Formació i jaciments
Es troba omplint petits filons; associada amb un complex intrusiu alcalí de gabre-sienita. Sol trobar-se associada a altres minerals com: burbankita, aegirina i calcita. Va ser descoberta a Eboundja, Kribi, a la regió del Sud, a Camerun.